# 高厝溪
25°09′05″N 121°27′32″E / 25.15139°N 121.45889°E
高厝溪，位於台灣新北市淡水區八勢里的一條溪流，為淡水河的支流。該溪發源於新淡水高爾夫球場，流經高厝坑，順著中正東路二段105巷，過北淡路（省道台2線）高厝橋及台北捷運淡水線後注入淡水河。
高厝溪河口處為淡水河紅樹林保護區。高厝橋北側約400公尺處為台北捷運紅樹林車站。

## 臨近景物
- 淡水河紅樹林保護區
- 紅樹林車站